# Juan Francisco Fresno Larrain
Juan Francisco Fresno Larrain (ur. 26 lipca 1914, Santiago, zm. 14 października 2004 tamże) – chilijski duchowny katolicki, arcybiskup La Serena i Santiago da Chile, kardynał.

## Życiorys
Studiował w seminarium w Santiago oraz na Papieskim Uniwersytecie Gregoriańskim w Rzymie, gdzie obronił licencjat z teologii. Święcenia kapłańskie przyjął 18 grudnia 1937 w Santiago. W latach 1937–1958 pracował w archidiecezji Santiago jako duszpasterz, dyrektor duchowy i wicerektor niższego seminarium duchownego i sędzia prosynodalny; był także radcą Narodowej Akcji Katolickiej Młodych.
15 czerwca 1958 został mianowany biskupem Copiapo, sakry biskupiej udzielił mu 15 sierpnia 1958 w Santiago Alfredo Cifuentes (arcybiskup La Serena). Brał udział w obradach Soboru Watykańskiego II (1962–1965), a także konferencji generalnych Rady Episkopatów Latynoamerykańskich (Kolumbia, 1968; Meksyk, 1979; Dominikana, 1992). 28 lipca 1971 mianowany arcybiskupem La Serena, a 3 maja 1983 arcybiskupem Santiago.
25 maja 1985 Jan Paweł II mianował go kardynałem, nadając godność prezbitera S. Maria Immaculata di Lourdes a Boccea. 30 maja 1990 w związku z osiągnięciem wieku emerytalnego złożył rezygnację z dalszych rządów archidiecezją Santiago, a w lipcu 1994 utracił prawo udziału w konklawe (ukończył 80 lat).